# جان بيدل بوكاسا
جان بيديل بوكاسا (بالفرنسية: Jean-Bédel Bokassa)‏ (22 فبراير 1921 – 3 نوفمبر 1996)، المعروف أيضا باسم بوكاسا الأول من أفريقيا الوسطى وصلاح الدين أحمد بوكاسا، وكان ضابطا في الجيش ورئيس دولة جمهورية أفريقيا الوسطى ثم إمبراطورية أفريقيا الوسطى، من زمن انقلابه على السلطة في 1 يناير 1966 حتى الإطاحة به في انقلاب لاحق (بدعم من فرنسا) في 20 سبتمبر 1979. من هذه الفترة، حكم أحد عشر عاما تقريبا (1 يناير 1966 – 4 ديسمبر 1976) رئيساً (آخر أربع سنوات كرئيس مدى الحياة)، ولما يقرب من ثلاث سنوات حكم كإمبراطور نصب نفسه (4 ديسمبر 1976 - 20 سبتمبر 1979). بعد الإطاحة به، عادت جمهورية أفريقيا الوسطى إلى حكم سلفه ديفيد داكو. لم يحقق لقب بوكاسا الإمبراطوري أي اعتراف دبلوماسي دولي.
ولد بوكاسا في أفريقيا الاستوائية الفرنسية، وهو ابن زعيم القرية، وتيتم في سن الثانية عشرة. تلقى تعليمه في مدارس الإرساليات، وانضم إلى الجيش الاستعماري الفرنسي عام 1939 برتبة مجند. وأثبت نفسه في حرب الهند الصينية، وفاز بميداليات وارتقى إلى رتبة نقيب. عندما نالت جمهورية أفريقيا الوسطى استقلالها مع باقي أفريقيا الاستوائية الفرنسية في عام 1960، قام الرئيس الجديد دافيد داكو، الذي كان قريبه من بعيد، بدعوة بوكاسا ليكون رئيسا للقوات المسلحة. في عام 1966، استغل بوكاسا مركزه للإطاحة بداكو وأعلن نفسه رئيسا للبلاد. ثم بدأ عهد إرهاب، وأخذ جميع المناصب الحكومية الهامة لنفسه. وأشرف شخصيا على عمليات الضرب القضائية، وأقرّ قاعدة بأن اللصوص ستقطع آذانهم على أول جريمتين ثم يدهم على الجريمة الثالثة. في عام 1977، قام بوكاسا بمحاكاة بطله نابليون، وتوج نفسه إمبراطورا على أفريقيا الوسطى في حفل تكلف 20 مليون دولار، وبهذا أفلست البلاد عمليا. تكلف تاجه المرصع بالألماس وحده 5 ملايين دولار. وفي عام 1979 اعتقل المئات من تلاميذ المدارس لرفضهم شراء الزي المدرسي من شركة تملكها إحدى زوجاته. وذكر أن بوكاسا أشرف شخصيا على قتل 100 من أطفال المدارس من قبل حرسه الإمبراطوري.
في 20 سبتمبر 1979، أطاح به المظليون الفرنسيون وأعادوا تثبيت داكو رئيسا للبلاد. ذهب بوكاسا في المنفى في فرنسا حيث كان لديه قصر وغيره من الممتلكات التي اشتراها بالمال الذي اختلسه. وبعد الإطاحة به في عام 1979، عادت أفريقيا الوسطى إلى اسمها السابق بوصفها «جمهورية». حوكم بوكاسا غيابيا وحكم عليه بالإعدام. عاد إلى جمهورية أفريقيا الوسطى في عام 1986 وقدم للمحاكمة بتهمة الخيانة والقتل. تمت تبرئته في عام 1987 من تهمة أكل لحوم البشر، ولكن وجد مذنبا بقتل تلاميذ المدارس وغيرها من الجرائم. خفف حكم الإعدام لاحقا إلى المؤبد في الحبس الانفرادي، ولكن أطلق سراحه في عام 1993، بعد ست سنوات فقط. عاش حياة منعزلة في عاصمته السابق، بانغي، وتوفي في نوفمبر 1996.